# Nieuwjaarswedstrijd
De Nieuwjaarswedstrijd is de voetbalwedstrijd tussen Koninklijke HFC en ex-internationals, die jaarlijks traditioneel wordt georganiseerd aan de Spanjaardslaan in Haarlem. Tot en met 2008 werd deze wedstrijd normaal gesproken op nieuwjaarsdag gespeeld, sindsdien op de eerstvolgende zaterdag. Uitzondering was 2011 toen op zondag 2 januari werd gespeeld.

## Ontstaan
Begin jaren 20 kwamen Karel Lotsy en Nico Bouvy op het idee om een wedstrijd te organiseren tussen "de oudste voetbalclub van Nederland en oud-internationalen". Het duel zou plaatsvinden op 1 januari 1923. Dit werd echter niet de eerste wedstrijd die oud-internationals tegen een club speelden. Precies een week eerder, op 25 december 1922, waren de oud-Oranjespelers op bezoek geweest bij DFC in Dordrecht. De vriendschappelijke ontmoeting was een idee geweest van Dirk Lotsij, om geld in te zamelen voor ’het werkeloozenfonds daar ter plaatse’. Dirk Lotsij was zelf een van de oud-internationals geweest en verbonden aan DFC. Pikant hierbij is dat Dirk de achterneef was van Karel, die met het initiatief kwam voor de Nieuwjaarswedstrijd tegen HFC. Omdat deze wedstrijd al tien dagen voor de ontmoeting tussen DFC en de oud-internationals was aangekondigd, lijkt het er sterk op dat Dirk met het idee van zijn achterneef Karel aan de haal ging. Het was overigens algemeen bekend dat beide familieleden een grote hekel aan elkaar hadden. Hoewel de wedstrijd tegen DFC nog met 2-0 werd gewonnen door de oud-internationals, werden ze op nieuwjaarsdag 1923 met 4-1 verslagen door HFC.
Vanaf 2015 speelt HFC met zogenaamde 'Legends', spelers die minimaal 100 keer voor HFC uitkwamen. Sinds 2019 wordt deze wedstrijd  ook door de vrouwen gespeeld voorafgaand aan de wedstrijd voor de mannen.

## Wedstrijden - mannen
- 1923: HFC - Ex-Internationals 4-1
- 1924: geen wedstrijd in verband met slechte weeromstandigheden
- 1925: HFC - Ex-Internationals 2-4
- 1926: HFC - Ex-Internationals 6-3
- 1927: HFC - Ex-Internationals 3-2
- 1928: HFC - Ex-Internationals 8-9
- 1929: HFC - Ex-Internationals 10-7
- 1930: HFC - Ex-Internationals 4-1
- 1931: HFC - Ex-Internationals 3-2
- 1932: HFC - Ex-Internationals 2-6
- 1933: HFC - Ex-Internationals 8-1
- 1934: HFC - Ex-Internationals 4-3
- 1935: HFC - Ex-Internationals 8-3
- 1936: HFC - Ex-Internationals 7-3
- 1937: HFC - Ex-Internationals 5-4
- 1938-1940: geen wedstrijd in verband met geringe belangstelling bij publiek en Ex-Internationals
- 1941-1943: geen wedstrijden in verband met Duitse bezetting
- 1944: HFC - Ex-Internationals 1-2 (toestemming van Duitse bezetter, mits Ex-Internationals niet in oranje en geen Wilhelmus)
- 1945: geen wedstrijden in verband met Duitse bezetting
- 1946: HFC - Ex-Internationals 3-5
- 1947: HFC - Ex-Internationals 6-5
- 1948: HFC - Ex-Internationals 2-4 (gespeeld op Tweede kerstdag 1947 in verband met competitieverplichtingen Ex-Internationals)
- 1949: HFC - Ex-Internationals 4-4
- 1950: HFC - Ex-Internationals 4-5
- 1951: HFC - Ex-Internationals 3-6
- 1952: HFC - Ex-Internationals 3-2
- 1953: HFC - Ex-Internationals 4-4
- 1954: HFC - Ex-Internationals 4-4
- 1955: HFC - Ex-Internationals 1-5
- 1956: HFC - Ex-Internationals 2-3
- 1957: HFC - Ex-Internationals 1-1
- 1958: HFC - Ex-Internationals 1-5
- 1959: HFC - Ex-Internationals 6-1
- 1960: Koninklijke HFC - Ex-Internationals 7-6
- 1961: Koninklijke HFC - Ex-Internationals 3-5
- 1962: Koninklijke HFC - Ex-Internationals 1-1
- 1963: Koninklijke HFC - Ex-Internationals 2-8
- 1964: Koninklijke HFC - Ex-Internationals 3-3
- 1965: Koninklijke HFC - Ex-Internationals 3-5
- 1966: Koninklijke HFC - Ex-Internationals 1-2
- 1967: geen wedstrijd in verband met slechte weeromstandigheden
- 1968: Koninklijke HFC - Ex-Internationals 7-3
- 1969: Koninklijke HFC - Ex-Internationals 2-4
- 1970: Koninklijke HFC - Ex-Internationals 0-4
- 1971: Koninklijke HFC - Ex-Internationals 0-2
- 1972: Koninklijke HFC - Ex-Internationals 0-4
- 1973: Koninklijke HFC - Ex-Internationals 1-4
- 1974: Koninklijke HFC - Ex-Internationals 0-4
- 1975: geen wedstrijd in verband met brand tribune en kleedkamer op 12 september 1974
- 1976: Koninklijke HFC - Ex-Internationals 2-1
- 1977: Koninklijke HFC - Ex-Internationals 0-2
- 1978: Koninklijke HFC - Ex-Internationals 2-2
- 1979: Koninklijke HFC - Ex-Internationals 2-3 (gespeeld op Koninginnedag in verband met afgelasting op nieuwjaarsdag)
- 1980: Koninklijke HFC - Ex-Internationals 1-1
- 1981: Koninklijke HFC - Ex-Internationals 1-4
- 1982: Koninklijke HFC - Ex-Internationals 1-2
- 1983: Koninklijke HFC - Ex-Internationals 2-2
- 1984: Koninklijke HFC - Ex-Internationals 0-2
- 1985: Koninklijke HFC - Ex-Internationals 3-4
- 1986: Koninklijke HFC - Ex-Internationals 2-3
- 1987: Koninklijke HFC - Ex-Internationals 2-6
- 1988: Koninklijke HFC - Ex-Internationals 2-2
- 1989: Koninklijke HFC - Ex-Internationals 2-4
- 1990: Koninklijke HFC - Ex-Internationals 1-2
- 1991: Koninklijke HFC - Ex-Internationals 2-2
- 1992: geen wedstrijd in verband met spelersstaking o.l.v. Joop Stoffelen
- 1993: Koninklijke HFC - Ex-Internationals 1-2
- 1994: Koninklijke HFC - Ex-Internationals 3-2
- 1995: Koninklijke HFC - Ex-Internationals 1-2
- 1996: Koninklijke HFC - Ex-Internationals 3-3
- 1997: Koninklijke HFC - Ex-Internationals 1-3
- 1998: Koninklijke HFC - Ex-Internationals 0-1
- 1999: Koninklijke HFC - Ex-Internationals 0-1
- 2000: Koninklijke HFC - Ex-Internationals 7-2
- 2001: Koninklijke HFC - Ex-Internationals 2-0
- 2002: Koninklijke HFC - Ex-Internationals 2-2
- 2003: Koninklijke HFC - Ex-Internationals 5-2
- 2004: Koninklijke HFC - Ex-Internationals 0-1
- 2005: Koninklijke HFC - Ex-Internationals 1-3
- 2006: Koninklijke HFC - Ex-Internationals 1-4
- 2007: Koninklijke HFC - Ex-Internationals 1-3
- 2008: Koninklijke HFC - Ex-Internationals 6-1
- 2009: Koninklijke HFC - Ex-Internationals 3-3
- 2010: Koninklijke HFC - Ex-Internationals 2-5
- 2011: Koninklijke HFC - Ex-Internationals 0-4
- 2012: Koninklijke HFC - Ex-Internationals 1-2
- 2013: Koninklijke HFC - Ex-Internationals 4-3
- 2014: Koninklijke HFC - Ex-Internationals 2-1
- 2015: Koninklijke HFC Legends - Ex-Internationals 3-7
- 2016: Koninklijke HFC Legends - Ex-Internationals 4-2
- 2017: Koninklijke HFC Legends - Ex-Internationals 1-3
- 2018: Koninklijke HFC Legends - Ex-Internationals 2-5
- 2019: Koninklijke HFC Zaterdag 1 - Ex-Internationals 3-3
- 2020: Koninklijke HFC Zaterdag 1 - Ex-Internationals 0-1
- 2021: geen wedstrijd in verband met coronacrisis
- 2022: geen wedstrijd in verband met coronacrisis
- 2023: Koninklijke HFC Legends - Ex-Internationals 2-4
- 2024: Koninklijke HFC Klassieke Veteranen[2] - Ex-Internationals 3-5
- 2025: geen wedstrijd in verband met verbouwing sportcomplex Koninklijke HFC[3]

HFC won 25 keer, de Ex-Internationals 49 keer, 15 keer gelijkspel, 14 keer niet gespeeld.

## Wedstrijden - vrouwen
- 2019: Koninklijke HFC - Ex-Oranje Leeuwinnen 3-4
- 2020: Koninklijke HFC - Ex-Oranje Leeuwinnen 2-3
- 2021: geen wedstrijd in verband met coronacrisis
- 2022: geen wedstrijd in verband met coronacrisis
- 2023: Koninklijke HFC - Ex-Oranje Leeuwinnen 0-7
- 2024: Royal Haarlem All Stars[4] - Ex-Oranje Leeuwinnen 1-2
- 2025: geen wedstrijd in verband met verbouwing sportcomplex Koninklijke HFC[3]

Ex-Oranje Leeuwinnen won 4 keer, 3 keer niet gespeeld.